# 緬甸聯邦 (1948年—1962年)
緬甸聯邦，是緬甸自英屬緬甸獨立之後建立的第一個聯邦共和政體，是指1948到1962年；由反法西斯人民自由聯盟所建立的。自1962年奈温及其军队發動政變推翻吴努统治後，缅甸政府之後開始推行缅甸式社會主義意识形态。

## 獨立時期（1948年-1962年）
獨立後的緬甸，由於緬甸共產黨和其他政治派系的反抗，使得國內紛爭不斷。在1950年就發生大規模的內戰，連執政的「反法西斯人民自由同盟」也在1958年發生分裂。1960年緬甸舉行大選，由吴努（德钦努）重新取得執政權。1960年，中華人民共和國與緬甸簽訂《中緬邊界條約》。
第二次國共內戰後，中華民國國軍之一支帶眷屬、情報員等撤退入泰國北部與緬甸交界。1950年起，緬甸就持續攻擊這支軍隊，並向國際控訴此軍隊入侵緬甸國境。中華民國接回一部分軍隊與眷屬，其他人則進入泰國，後來稱為泰緬孤軍。